# Halikarnas

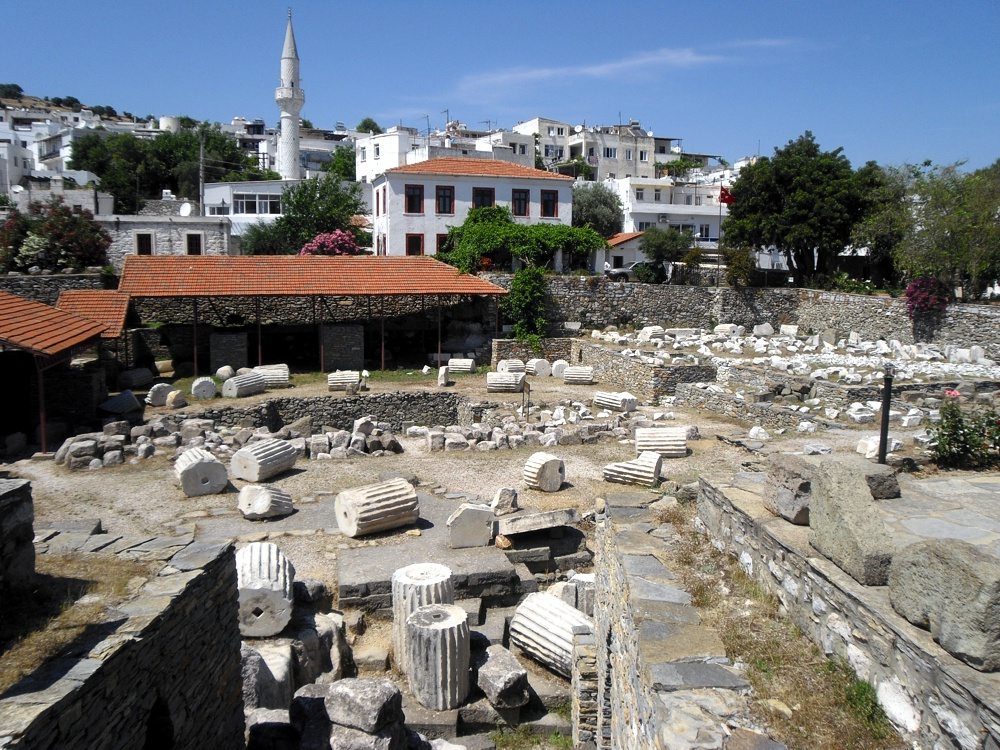
Pozostałości po mauzoleum w Halikarnasie

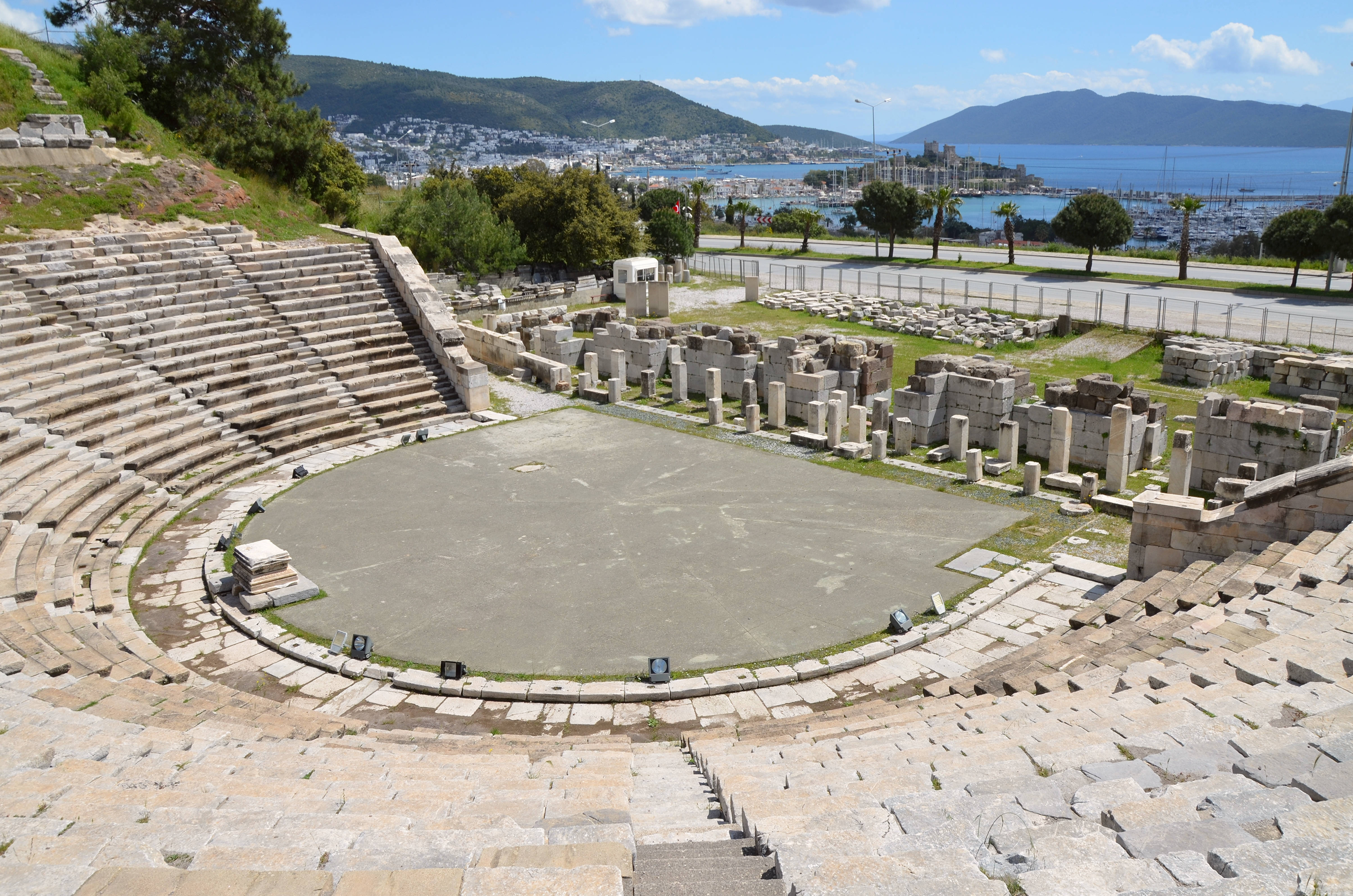
Ruiny teatru w Halikarnasie

Halikarnas (gr. Ἁλικαρνᾱσσός Halikarnassós) – stanowisko archeologiczne w Bodrum w Turcji. W czasach starożytnych – miasto nad Morzem Egejskim w Karii. Największą sławę przyniosło mu Mauzoleum – jeden z siedmiu cudów świata.
Halikarnas założyli koloniści greccy z Trojzeny i Argos. W VIII wieku p.n.e. należał do heksapolis, związku sześciu miast doryckich razem z Lindos, Kamejros i Ialissos leżącymi na wyspie Rodos oraz z Kos i Knidos. W VI wieku p.n.e. miasto dostało się pod panowanie lidyjskiego króla Krezusa. Na przełomie VI i V wieku p.n.e. Halikarnasem władała Artemizja (Starsza). W V wieku p.n.e. zagarnięte zostało przez Persów.
W latach 377–353 p.n.e. zależnym od Persów władcą Karii był Mauzolos. Przeniósł on stolicę swego państwa z Mylasy do Halikarnasu. Rozbudowując miasto wzorował się na planie Rodos, które otaczało półkolem port i rynek. Gdy zmarł, jego żona, a zarazem siostra, Artemizja II, nakazała zbudować grobowiec dla męża. W roku 353 p.n.e. budowla była ukończona. Grobowiec Mauzolosa – Mauzoleum – słynął z piękna i stał się wzorcem dla innych budowli tego typu.
W 334 roku p.n.e. Aleksander Macedoński zdobył bronione przez Persów miasto, które uległo wówczas zniszczeniu. Nigdy już nie podniosło się z upadku.
Mauzoleum przetrwało do początków XVI wieku n.e., kiedy to posłużyło budującym fortecę joannitom jako źródło budulca. Budowla miała prostokątną podstawę o wymiarach 30 na 40 m oraz 45 m wysokości. Część posągów z grobowca, dzieła Skopasa, Leocharesa, Bryaksisa i Timoteosa, można dziś podziwiać w British Museum.
Z Halikarnasu pochodzili historycy starożytni Herodot i Dionizjusz.